# بوروشتیتسا
بوروشتیتسا (به صربی: Boroštica) یک منطقهٔ مسکونی در صربستان است که در توتین، صربستان واقع شده‌است. بوروشتیتسا ۳۲۵ نفر جمعیت دارد و ۱٬۱۳۶ متر بالاتر از سطح دریا واقع شده‌است.